# 별난가족 별난학교
《별난가족 별난학교》는 MBC에서 1990년 4월 23일부터 같은 해 8월 31일까지 방영한 어린이 드라마로, 장선우 영화감독이 TV 어린이 드라마작가로 변신하여 회자가 되었는데 제작진이 코미디적 수법을 무책임하게 도입했다는 비판이 있었다.

## 출연
- 김상순, 나문희, 김민정, 최낙천, 정대홍, 손창호, 박종관, 고영수, 양희경, 정진, 양택조, 서권순, 이동신, 김인수, 이숙, 이종남, 김명수, 음정희, 이원용, 이영호, 김효영, 김정아, 이지영, 이승수

| 문화방송 어린이 드라마                  | 문화방송 어린이 드라마                         | 문화방송 어린이 드라마                    |
| 이전 작품                               | 작품명                                         | 다음 작품                                 |
| --------------------------------------- | ---------------------------------------------- | ----------------------------------------- |
| 꼴찌 수색대 (1990년 1월 3일 ~ 4월 20일) | 별난가족 별난학교 (1990년 4월 23일 ~ 8월 31일) | 내 친구 깨치 (1990년 9월 3일 ~ 12월 30일) |

1. ↑  진성호 (1990년 5월 1일). “成人(성인)영화감독이 어린이劇(극) 쓴다”. 조선일보. 2022년 9월 9일에 확인함.
2. ↑  텔리비전 모니터모임 (1990년 5월 31일). “M-TV 별난 가족 별난 학교 '교실교육'벗어나려는'희망사항'담겨”. 한겨레신문. 2022년 9월 9일에 확인함.